# Brixton
Brixton là một địa điểm tại phía nam Luân Đôn, Anh, trong quận Lambeth của Luân Đôn. 
Brixton có cự ly 3,8 dặm (6,1 km) về phía nam đông nam Charing Cross. Khu vực được xác định trong Bản đồ quy hoạch Luân Đôn là một trong 35 trung tâm của Đại Luân Đôn.
Brixton chủ yếu là khu dân cư với một khu vực bán lẻ. Địa điểm này là một cộng đồng đa dân tộc, với khoảng 24% dân số Brixton là người gốc Phi và gốc Caribê, khiến cho Brixton trở thành thủ phủ không chính thức của cộng đồng Caribê-châu Phi Anh. Brixton tọa lạc ở Inner–Nam Luân Đôn và giáp Stockwell, Clapham, Streatham, Camberwell, Tulse Hill và Herne Hill. Brixton có các văn phòng chính của quận Lambeth của Luân Đôn.